# Gubadag
Gubadag (russisch Губадаг, persisch گوباداغ) ist eine Stadt und Hauptort des Distrikt Gubadag (Gubadag etraby, Tel’manskiy Rayon) in der Provinz Daşoguz welaýaty von  Turkmenistan. Der Ort ist das Verwaltungszentrum des Distrikts und liegt in der Nähe zur Grenze von Usbekistan.
Gubadag ist bekannt für die lokale Spezialität fitchi (fitçi, russisch: фитчи), eine art Fleischpastete.

## Geographie
Die Stadt liegt an der Grenze zu Karakalpakstan in Usbekistan, welches im Osten bei Mang‘it (Манғит; Karakalpak: Mańǵıt, Маңғыт) angrenzt. Das Gebiet ist geprägt vom Schwemmland des Amudarja.
Im Süden verläuft die A 381. Siedlungen im Umkreis sind Imeni Kalinina, Ýelharaz und Imeni Mikoyana (Bagalar).

## Etymologie
Das Turkmen-English Dictionary von Frank und Touch-Werner übersetzt guba als „rötlich-braun“ und dag als „Berg“. Das stimmt mit der Aussage von Atanyyazow überein, dass sich der Name auf die rötlich-braunen Hügel der Umgebung bezieht.